# Siemionowka (sielsowiet nabierieżański)
Siemionowka (ros. Семёновка) – wieś (ros. деревня, trb. dieriewnia) w zachodniej Rosji, w sielsowiecie nabierieżańskim rejonu wołowskiego w obwodzie lipieckim.

## Geografia
Miejscowość położona jest w dorzeczu rzeki Ołym, 4,5 od centrum administracyjnego sielsowietu nabierieżańskiego (Nabierieżnoje), 21,5 od centrum administracyjnego rejonu (Wołowo), 122 km od stolicy obwodu (Lipieck).
W granicach miejscowości znajduje się ulica Zariecznaja (17 posesji).

## Demografia
W 2012 r. miejscowość zamieszkiwało 38 osób.